# Latino sine flexione
Latino sine flexione (Latim sem flexão, abreviado LSF), também chamado Interlingua de Peano (abreviado IL), é uma língua auxiliar internacional apresentada pelo matemático italiano Giuseppe Peano no ano de 1903. Latino sine Flexione é uma versão simplificada da língua latina, livre de flexões nominais e verbais: a nível de vocabulário, utiliza unicamente a forma ablativa dos nomes e a forma imperativa dos verbos; a nível de gramática, utiliza frequentemente partículas gramaticais (por exemplo, a preposição de expressa caso genitivo).
O esboço inicial foi publicado na Rivista di Matematica / Revue de Mathématiques, sob o título Latino sine Flexione, Lingua Auxiliare Internationale. Peano argumenta que outras línguas auxiliares não necessárias, já que geralmente a língua latina já aborda a terminologia científica internacional. O artigo emprega o latim clássico, e gradualmente suprime as diversas flexões gramaticais, mostrando assim a aplicação prática da ideia.

## História
O artigo «De Latino Sine Flexione» cita uma série de ideias de Leibniz para a adoção de uma forma mais simplificada do latim. O artigo de Peano desenrolou a ideia de uma maneira séria, ganhando assim reputação entre o movimento das línguas auxiliares.
Em 1904 Peano publicou um ensaio sobre a maneira de se obter a gramática mínima de um eventual Latino mínimo, com um vocabulário mínimo puramente internacional.
Durante anos, Peano e alguns colegas publicaram artigos em Latino sine flexione na Rivista di Matematica / Revue de Mathématiques. Peano incluso publicou a edição final de seu conhecido Formulario mathematico em Latino sine flexione (1908), por um desejo de demostrar sua utilidade prática como nova língua internacional. Ironicamente como indica Hubert Kennedy, muitos matemáticos ignoraram esta edição final, já que não lhes interessava o aspecto artificial da linguagem utilizada.
Em outubro de 1907, Peano estava no Collège de France de Paris participando na Delegação para a Adoção de uma Língua Auxiliar Internacional. Havendo declarado a favor da adoção de seu Latino sine flexione, ele não pôde participar na votação final, por causa de assuntos trabalhistas em Turín.
Em 26 de dezembro de 1908, Peano foi eleito membro e diretor da Akademi internasional de lingu universal (em Idioma Neutral: Academia Internacional da Língua Universal). Esta academia foi refundada un ano depois, sob o nome (já em LSF) Academia pro Interlingua. Cada acadêmico podia usar sua forma favorita de Interlingua, o término entendido inicialmente em um sentido geral, como sinônimo de língua internacional. Neste sentido coexistia com o LSF das línguas anteriores da Academia, o Volapük e o Idioma Neutral. Finalmente o termo Interlingua passou a denotar uma versão reformada do Latino sine flexione, modelada segundo as regras comuns que a Academia pro Interlingua ia adotando por votações frequentes de seus membros (Kennedy, p. 185), com a correspondente forma abreviada IL (acrônimo de Inter-Lingua). Este processo de reforma refletiu nas páginas de Discussiões, a revista oficial da Academia pro Interlingua de 1909 a 1913. Esta e revistas posteriores da Academia tem sido recentemente publicadas em CD-ROM pelo Departamento de Matemática da Universidade de Turín, o lugar onde Peano desenrolou sua atividade de docência e investigação.

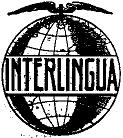
Símbolo de Interlingua em 1911 (Discussiones N. 12)

Cada membro da Academia era livre de escrever em seu estilo pessoal de Interlingua, e logo alguns membros propuseram reformas radicais que eventualmente tornariam-se línguas independentes (como o Romanal de Michaux, o Interlingue de De Wahl). Por esta razão, o nome Interlingua de Peano pôde considerar-se o nome mais preciso para uma linguagem que em 1915 já apresentava algumas diferenças importantes a respeito do Latino sine flexione de 1903. No artigo «De Latino Sine Flexione» Peano havia proposto tomar os nomes latinos na forma mais simples, não necessariamente o ablativo (por exemplo, nomen no lugar de nomine ). Em consequência, em 1909 Peano publicou um vocabulário para orientar na seleção da forma apropriada de cada nome, apesar de que um valor essencial da Interlingua de Peano era que seu léxico poderia encontrar-se diretamente em qualquer dicionário de latim, mediante a vogal temática da raiz para a terminação do genitivo.
Finalmente um extenso vocabulário multilingüe de 14000 vocábulos foi publicado em 1915.
Em 1951 foi apresentada uma nova Interlingua por Alexander Gode como último diretor da International Auxiliary Language Association (Associação da Língua Auxiliar Internacional). Foi apresentada como independente da Interlingua de Peano, porque era o resultado de um novo método lexicográfico que selecionava os protótipos comuns mais recentes. Agora, este método geralmente conduz ao ablativo latim, de maneira que a maior parte do vocabulário da Interlingua de Peano seria conservado. De acordo com isto, o mesmo nome Interlingua foi conservado, ainda que abreviado por um acrônimo diferente: IA no lugar de IL.

## Alfabeto
Latino sine flexione utiliza o alfabeto latino moderno de 26 letras, ainda que as letras K e W são usadas raramente.
| Maiúsculas |   |   |   |   |   |   |   |   |   |   |   |   |   |   |   |   |   |   |   |   |   |   |   |   |   |
| A          | B | C | D | E | F | G | H | I | J | K | L | M | N | O | P | Q | R | S | T | U | V | W | X | Y | Z |
| Minúsculas |   |   |   |   |   |   |   |   |   |   |   |   |   |   |   |   |   |   |   |   |   |   |   |   |   |
| a          | b | c | d | e | f | g | h | i | j | k | l | m | n | o | p | q | r | s | t | u | v | w | x | y | z |

## Pronúncia
Em Latino sine flexione há dois sistemas possíveis de pronunciação, o latim clássico e o italiano, ainda que Peano considere o sistema clássico mais simples.
O valor fonético das letras geralmente coincide com os valores característicos do alfabeto fonético internacional, com as seguintes exceções:
c equivale a /k/, mesmo tendo a /c/ antes /e/, /i/.
v equivale a /w/.
x equivale a /ks/.
y equivale a /i/.
ph, th, ch, rh, equivalem respectivamente a /f/, /t/, /k/, /r/.
Geralmente o acento vai na penúltima sílaba, por exemplo: latino, flexione.

## Partes da oração
Já que os nomes tomam-se na forma ablativa, e esta não aparece explicitamente nos dicionários de latim, Peano propõe que a terminação do ablativo que utiliza o LSF pode deduzir do genitivo, isto é: nomes terminados em -a -o -e -u -e, pelos respectivos genitivos em -æ -i -is -us -ei.

Igualmente, já que os verbos tomam na forma imperativa, propõe que esta pode deduzir do infinitivo presente, isto é: verbos terminados em -a -e -e -i, pelos respectivos infinitivos em -are -ere -ĕre -ire. Os exemplos que a seguir são tomados dos textos de amostra.

### Substantivos
1. -a, -ae > -a (exemplos: fortuna, gratia, natura, poeta, terra, vita)
2. -(us), -i > -o (cælo, debito, Deo, medico, populo, regno, scripto, verbo)
3. -(is), -is > -e (arte, debitore, lite, nomine, oratore, pane, patre, tentatione, virtute, voce, voluntate)
4. -us, -us > -u (gustu, manu)
5. -es, -ei > -e

No esboço original do LSF (1903), a terminação de plural (-s) não é usada quando a ideia de plural já vem indicada por um determinante de número (plure, multo, etc.) ou pelo contexto geral. Em mudança, no dicionário de 1915 se observa uma tendência de se utilizar a terminação de plural en todos os casos.

### Verbos
1. -o, -are > -a (exemplos: adjuva, cura, da, designa, disputa, imita, impera, labora, lava, libera, manduca, sta, vola)
2. -eo, -ere > -e (debe, mane)
3. -o, -ĕre > -e (divide, ede, exclude, gene, induce, nasce, remitte, vive)
4. -io, -ire > -i (adveni)

Peano aconselha evitar a voz passiva, é difícil, frases tipo Sujeito–Verbo passivo–Agente, ou similares. Bem, há a posibilidade de expressar a voz passiva mediante o particípio passivo (é fato = latim facitur).
Como já sucede no latim vulgar (Grandgent, §114), os verbos deponentes adotam a forma ativa (imita, nasce, etc.).
O tempo pretérito pode ser indicado por diversas partículas diante do verbo, principalmente: e (partícula indo-europeia, utilizada especialmente no grego); o bem jam entendido como indicador de pretérito perfeito simples.

O tempo futuro pode ser indicado pela partícula i (do verbo ire); vade (de vadĕre); ou ainda vol (de velle, como na língua romena).

### Adjetivos e particípios
1. -us, -a, -um, genitivo -i > -o (exemplos: alio, facto, ipso, longo, malo, medio, nostro, quotidiano, sanctificato, tuo).
2. -is, -is, -e, genitivo -is > -e (breve, forte)

### Advérbios
Teoricamente o adjetivo já pode fazer a função de advérbio. Então, se for adicionar a expressão in modo, em concordância com a partícula latina quo-modo. Por exemplo: in modo voluntario, ou ainda voluntario-modo (de modo voluntario, voluntariamente).

### Artigos
Assim como o latim, nem artigo definido nem indefinido existem no Latino sine Flexione. Quando necessário, eles devem ser traduzidos com pronomes ou palavras como illo (isto, este) ou uno (um):
- da ad me libro = dê-me (o) livro
- da ad me hoc libro = dê-me este livro
- da ad me illo libro = dê-me aquele livro
- da ad me uno libro = dê-me um livro
- da ad me illo meo libro = dê-me aquele livro meu
- da ad me uno meo libro = dê-me um livro meu

### Partículas gramaticais
As partículas que não fazem variação flexional em latim clássico tomam-se em sua forma natural:
- supra, infra, intra, extra… (contrastando com superiore, inferiore, interiore, exteriore de superior, -oris etc.)
- super, subter, inter, praeter, semper… (contrastando com nostro, vestro, dextro… de noster, -tra, -trum etc.)
- tres, quatuor, quinque, sex, septem, octo, novem, decem… (contrastando com uno de unus, -a, -um; duo de duo, -ae, -o; nullo de nullus, -a, -um; multo de multus, -a, -um, etc.)
- Outras preposições: ab, ad, cum, de, ex, in, per, pro, sine, etc.
- Algumas conjunções: aut, et, nam, sed, si, sicut, etc.
- Pronomes: me, te, se, nos, vos, illo, illos; que, qui, etc.
- Advérbios especiais: antea, cras, hic, hodie, nunc, postea, semper, etc.
- Partícula de negação: non.
- Artigo: Teoricamente não se utiliza, Peano implantou a posibilidade de utilizar illo como artigo determinado, e uno como indeterminado.

## Textos de amostra
O texto seguinte é o Pai Nosso.
| Versão em Latino sine flexione: | Versão em Latim: | Versão em Português: |
| Patre nostro, qui es in cælo, que tuo nomine fi sanctificato. Que tuo regno adveni; que tuo voluntate es facto sicut in cælo et in terra. Da hodie ad nos nostro pane quotidiano. Et remitte ad nos nostro debitos, sicut et nos remitte ad nostro debitores. Et non induce nos in tentatione, sed libera nos ab malo. Amen. | Pater noster, qui es in cælis, sanctificetur nomen tuum. Adveniat regnum tuum. Fiat voluntas tua, sicut in cælo, et in terra. Panem nostrum quotidianum da nobis hodie, et dimitte nobis debita nostra, sicut et nos dimittimus debitoribus nostris. Et ne nos inducas in tentationem, sed libera nos a malo. Amen. | Pai nosso que estás no céu, santificado seja o teu nome; venha a nós o teu reino; seja feita a tua vontade, assim na terra como no céu. O pão nosso de cada dia nos dá hoje perdoa-nos as nossas ofensas, assim como nós perdoamos a quem nos tem ofendido; e não nos deixes cair em tentação, mas livra-nos do mal. Amém. |

Para finalizar, alguns provérbios clássicos:
| Latim                                     | Latino sine flexione                | Português                                     |
| ----------------------------------------- | ----------------------------------- | --------------------------------------------- |
| Ars imitatio naturae est.                 | Arte imita natura.                  | A arte é imitação da natureza.                |
| Ars longa, vita brevis.                   | Arte (es) longo, vita (es) breve.   | A arte é longa, a vida é breve.               |
| Designatio unius est exclusio alterius.   | Qui designa uno, exclude alio.      | A designação de um é a exclusão do outro.     |
| Divide et impera.                         | Divide et impera.                   | Divide e impera.                              |
| Do ut des.                                | Me da ut te da.                     | Dou para que tu dês.                          |
| Edimus ut vivamus, non vivimus ut edamus. | Nos ede pro vive, ne vive pro ede.  | Comemos para viver, não vivemos para comer.   |
| Fortes fortuna adjuvat.                   | Fortuna juva forte.                 | A fortuna ajuda os fortes.                    |
| Gratia gratiam parit, lis generat litem.  | Gratia gene gratia, lite gene lite. | A graça gera graça, o litígio gera litígio.   |
| De gustibus non est disputandum.          | Nos ne debe disputa de gustu.       | Gosto não se discute.                         |
| Hodie mihi, cras tibi.                    | Hodie ad me, cras ad te.            | Hoje a mim, amanhã a ti.                      |
| In medio stat virtus.                     | Virtute sta in medio.               | No meio está a virtude.                       |
| Manus manum lavat.                        | Manu lava manu.                     | Uma mão lava a outra.                         |
| Medice, cura te ipsum.                    | Medico, cura te ipso.               | Médico, cura a ti mesmo.                      |
| Nascimur poetae, fimus oratores.          | Nos nasce poeta et fi oratore.      | Nascemos poetas, nos convertemos em oradores. |
| Qui non laborat, non manducet.            | Qui non labora, non debe manduca.   | Quem não trabalha, não come.                  |
| Verba volant, scripta manent.             | Verbo vola, scripto mane.           | As palavras voam, os escritos permanecem.     |
| Vox populi, vox Dei.                      | Voce de populo, voce de Deo.        | A voz do povo é a voz de Deus.                |

## Críticas
Segundo o cientista Lancelot Hogben, autor da língua auxiliar Interglossa, a Interlingua de Peano não demonstra uma gramática suficientemente clara. Hogben considera que o ponto débil das línguas auxiliares em geral fosse ser que ou bem tem demasiada gramática do tipo errôneo, ou bem não o bastante do tipo correto. (p. 10). Em particular, Hogben argumenta que como mínimo os nomes e os verbos haveriam de ser facilmente distinguíveis por umas terminações características, para poder captar imediatamente a estrutura de cada frase (já segue a típica: Sujeito-Verbo-Objeto, ou qualquer outra). Assim, na Interlingua de Peano os verbos poderiam adotar alguma forma específica, como o infinitivo, que é suficiente no discurso indireto em latim. Ao invés, Peano propõe o imperativo:
A falta de um artigo pode gerar problemas, já que em Latino sine flexione os substantivos não têm uma terminação distintiva a respeito dos adjetivos e verbos. Peano já sugeriu que o pronome illo (ele, aquele) poderia funcionar como artigo, para Hogben um artigo há de ser un artigo "puro" sem valor pronominal. Outras línguas auxiliares tem provado algum tipo de marca distintiva (por exemplo, a terminação adjetival -a de Esperanto, a terminação -i de Interlingue, a posição fixa do adjetivo antes do nome em Interglossa). Segundo Hogben, a sintaxe de Peano sería mais conservadora:
Revisando uma lista dos títulos latinos mais conhecidos, pode-se concluir que a sequência nome-adjetivo é a norma em latim, a sequência inversa ainda assim é coerente. A proporção é aproximadamente de 2 sobre 1 em uma lista de títulos latinos comentada por Stroh. Por exemplo, “Principia Mathematica”.
Quanto à sequência nominativo-genitivo, pode ser a norma em latim em uma proporção similar. Por exemplo, “Systema Naturae”. De fato, a sequência nominativo-genitivo sempre há de ser a norma na Interlingua de Peano, já que a preposição de precede ao genitivo. Assim, Philosophiæ Naturalis Principia Mathematica se traduziria Principio Mathematico de Philosophia Naturale. Já que a função de ambos, adjetivo e genitivo, é sempre a mesma, pode-se concluir que a sequência nome-adjetivo poderia ser sempre a norma:
Adiectivo qui deriva ab sustantivo vale genitivo: "aureo = de auro".
[Tradução: O adjetivo que deriva do substantivo equivale ao genitivo: "áureo = de ouro".]
Peano, De latino sine flexione (1943, § 6)

## Europeano
Esquecido por muito tempo, o Latine sine flexione foi retomado em 2000 pelo espanhol Jacinto Javier Bowks de la Rosa, professor de línguas e de informática nos EUA e inventor de várias conlangs. Bowks ampliou e modernizou o vocabulário do Latine sine flexione com termos adequados à ciência e tecnologia e o rebatizou de Europeano (de Europa + Peano).

### Comparações entre Latino sine Flexione e Europeano
Os textos a seguir são referentes a oração do Pai Nosso.
| Versão em Latino sine flexione: | Versão em Europeano: | Versão em Português: |
| Patre nostro, qui es in cælo, que tuo nomine fi sanctificato. Que tuo regno adveni; que tuo voluntate es facto sicut in cælo et in terra. Da hodie ad nos nostro pane quotidiano. Et remitte ad nos nostro debitos, sicut et nos remitte ad nostro debitores. Et non induce nos in tentatione, sed libera nos ab malo. Amen. | Patre nostro, qui es in celos, que tuo nomine sia sanctificato. Que tuo regno veni; que tuo voluntate sia facto, quomo in celo ad sic in terra. Da hodie ad nos nostro pane quotidiano. Et perdona ad nos nostro debitos, ad sic quomo nos perdona ad nostro debitores. Et non induce ad nos in tentatione, sed libera nos ab malo. Amen. | Pai nosso que estás no céu, santificado seja o teu nome; venha a nós o teu reino; seja feita a tua vontade, assim na terra como no céu. O pão nosso de cada dia nos dá hoje perdoa-nos as nossas ofensas, assim como nós perdoamos a quem nos tem ofendido; e não nos deixes cair em tentação, mas livra-nos do mal. Amém. |